# Mistrzostwa Europy w szachach

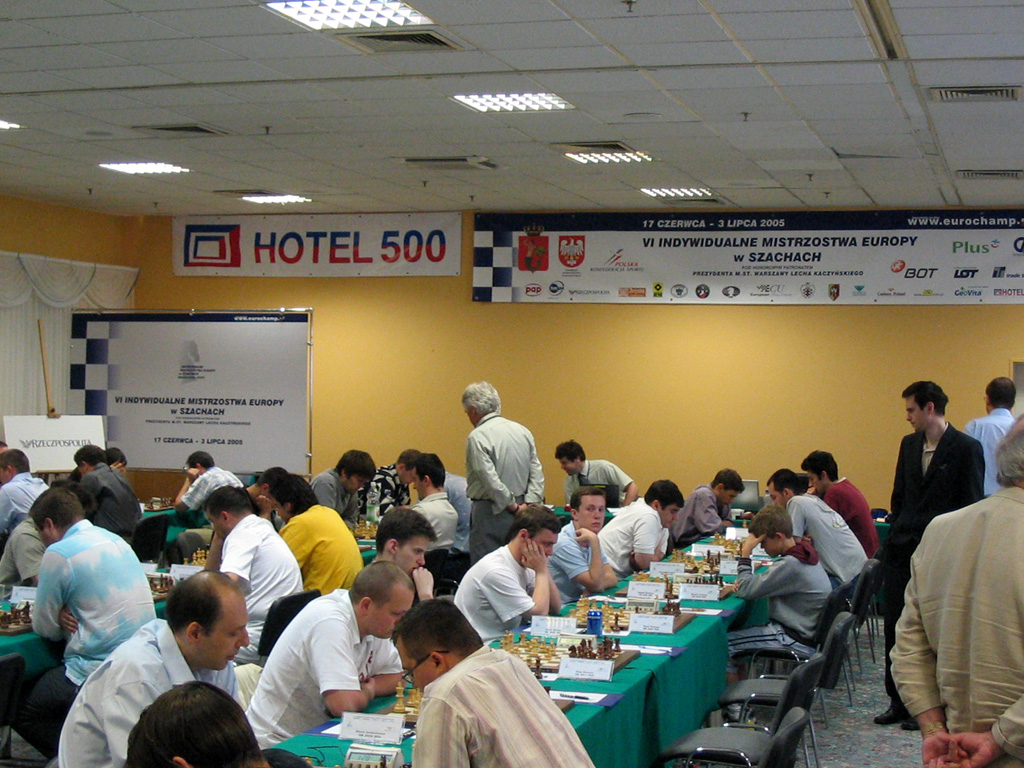
ME w szachach, Warszawa 2005

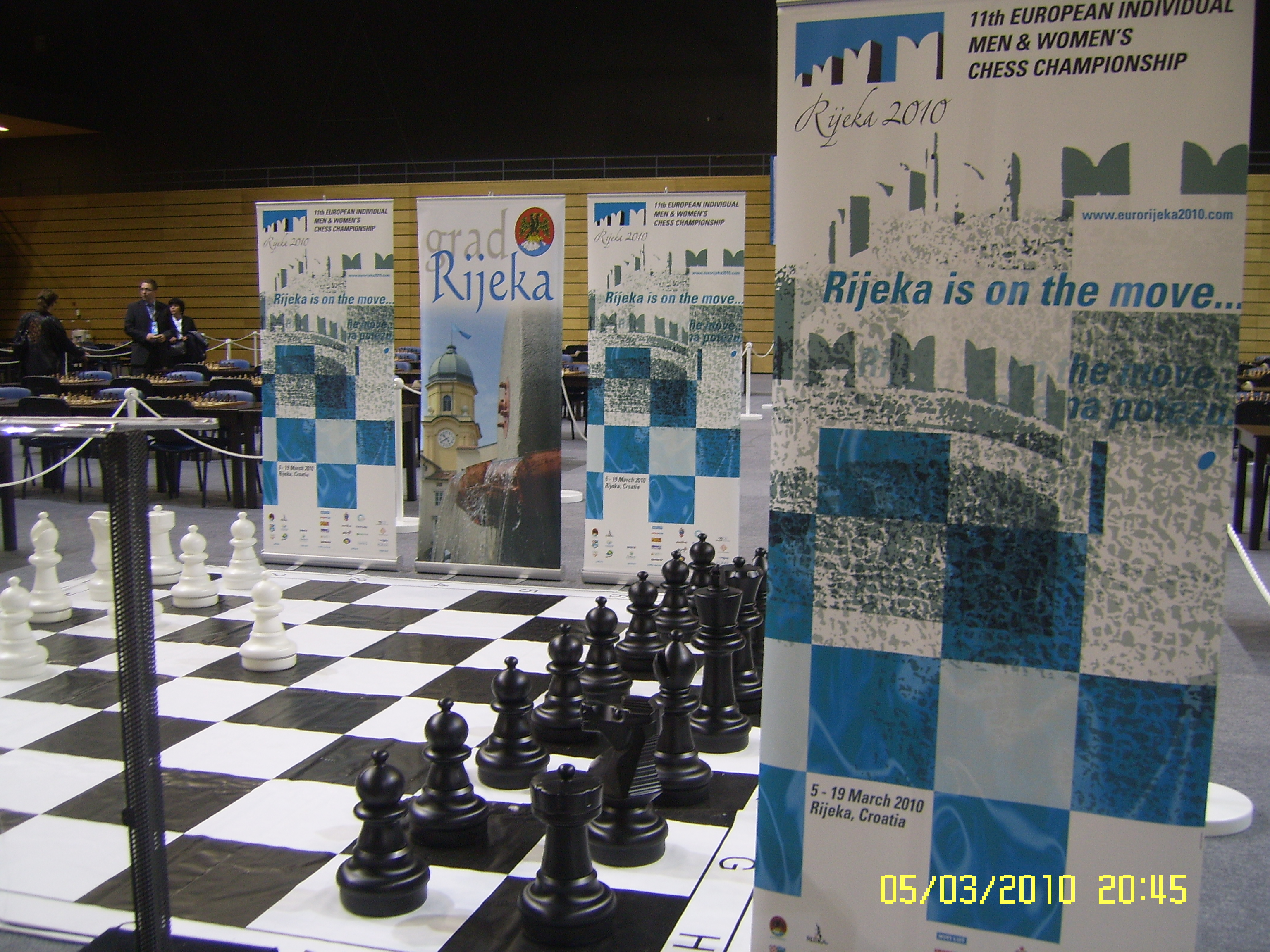
ME w szachach, Rijeka 2010

Indywidualne mistrzostwa Europy w szachach kobiet i mężczyzn zostały po raz pierwszy rozegrane w roku 2000 i odbywają się one corocznie. Z wyjątkiem pierwszych mistrzostw kobiet, w których obowiązywał system pucharowy, wszystkie pozostałe turnieje rozegrano systemem szwajcarskim (na dystansie od 10 do 13 rund), w niektórych latach dodatkowo stosując mecze barażowe w celu ustalenia ostatecznej klasyfikacji. Polska była organizatorem trzech imprez, mistrzostw kobiet w roku 2001 (w Warszawie) i mężczyzn w latach 2005 (w Warszawie) oraz 2013 (w Legnicy). 
Na dotychczasowy dorobek medalowy polskich szachistów składa się sześć medali: złoty (Bartłomiej Macieja, 2002), dwa srebrne (Radosław Wojtaszek, 2011 i 2018) oraz trzy brązowe (Tomasz Markowski, 2000; Mateusz Bartel 2015; Kacper Piorun, 2019). W konkurencji kobiet polskie szachistki zdobyły łącznie pięć medali: złoty (Monika Soćko, 2022), srebrny (Oliwia Kiołbasa, 2023) oraz trzy brązowe (Monika Soćko, 2010; Oliwia Kiołbasa, 2021; Aleksandra Malcewska, 2023).

## Indywidualne mistrzostwa Europy mężczyzn w szachach
| Lp                                                              | Rok Miasto          | Medaliści                                                            | Najlepsi Polacy (miejsce)                                            | Liczba uczestników Wyniki |
| --------------------------------------------------------------- | ------------------- | -------------------------------------------------------------------- | -------------------------------------------------------------------- | ------------------------- |
| 1                                                               | 2000 Saint-Vincent  | 1. Paweł Tregubow 2. Aleksiej Aleksandrow 3. Tomasz Markowski        | Tomasz Markowski (3) Michał Krasenkow (14) Robert Kuczyński (27)     | 120                       |
| 2                                                               | 2001 Ochryda        | 1. Emil Sutowski 2. Rusłan Ponomariow 3. Zurab Azmaiparaszwili       | Bartłomiej Macieja (30) Jacek Gdański (33) Tomasz Markowski (65)     | 204                       |
| 3                                                               | 2002 Batumi         | 1. Bartłomiej Macieja 2. Michaił Gurewicz 3. Siergiej Wołkow         | Bartłomiej Macieja (1) Bartosz Soćko (20) Michał Krasenkow (29)      | 101                       |
| 4                                                               | 2003 Stambuł        | 1. Zurab Azmaiparaszwili 2. Władimir Małachow 3. Aleksander Graf     | Robert Kempiński (52) Bartłomiej Macieja (59) Tomasz Markowski (64)  | 207                       |
| 5                                                               | 2004 Antalya        | 1. Wasyl Iwanczuk 2. Predrag Nikolić 3. Lewon Aronian                | Robert Kempiński (8) Michał Krasenkow (9) Bartłomiej Macieja (14)    | 74                        |
| 6                                                               | 2005 Warszawa       | 1. Liviu-Dieter Nisipeanu 2. Tejmur Radżabow 3. Lewon Aronian        | Radosław Wojtaszek (38) Bartłomiej Macieja (41) Piotr Bobras (43)    | 229                       |
| 7                                                               | 2006 Kuşadası       | 1. Zdenko Kožul 2. Wasyl Iwanczuk 3. Kirił Georgiew                  | Bartłomiej Macieja (9) Paweł Czarnota (18) Bartosz Soćko (20)        | 138                       |
| 8                                                               | 2007 Drezno         | 1. Władisław Tkaczow 2. Emil Sutowski 3. Dmitrij Jakowienko          | Mateusz Bartel (29) Grzegorz Gajewski (31) Bartosz Soćko (34)        | 403                       |
| 9                                                               | 2008 Płowdiw        | 1. Siergiej Tiwiakow 2. Siergiej Mowsesjan 3. Siergiej Wołkow        | Tomasz Markowski (33) Bartosz Soćko (38) Robert Kempiński (47)       | 337                       |
| 10                                                              | 2009 Budva          | 1. Jewgienij Tomaszewski 2. Władimir Małachow 3. Baadur Dżobawa      | Mateusz Bartel (17) Radosław Wojtaszek (64) Bartłomiej Macieja (126) | 306                       |
| 11                                                              | 2010 Rijeka         | 1. Jan Niepomniaszczij 2. Baadur Dżobawa 3. Artiom Timofiejew        | Bartosz Soćko (28) Bartłomiej Macieja (57) Grzegorz Gajewski (68)    | 408                       |
| 12                                                              | 2011 Aix-les-Bains  | 1. Władimir Potkin 2. Radosław Wojtaszek 3. Judit Polgár             | Radosław Wojtaszek (2) Paweł Jaracz (92) Mateusz Bartel (98)         | 393                       |
| 13                                                              | 2012 Płowdiw        | 1. Dmitrij Jakowienko 2. Laurent Fressinet 3. Władimir Małachow      | Mateusz Bartel (51) Bartłomiej Macieja (92) Tomasz Markowski (93)    | 344                       |
| 14                                                              | 2013 Legnica        | 1. Ołeksandr Moisejenko 2. Jewgienij Aleksiejew 3. Jewgienij Romanow | Radosław Wojtaszek (43) Kamil Mitoń (45) Aleksander Miśta (48)       | 286                       |
| 15                                                              | 2014 Erywań         | 1. Aleksandr Motylow 2. David Antón Guijarro 3. Władimir Fiedosiejew | Radosław Wojtaszek (11) Jan-Krzysztof Duda (34) Dariusz Świercz (38) | 259                       |
| 16                                                              | 2015 Jerozolima     | 1. Jewgienij Najer 2. David Navara 3. Mateusz Bartel                 | Mateusz Bartel (3) Robert Kempiński (15) Jan-Krzysztof Duda (47)     | 250 de.chessbase.com      |
| 17                                                              | 2016 Djakowica      | 1. Ernesto Inarkijew 2. Igor Kowalenko 3. Baadur Dżobawa             | Radosław Wojtaszek (6) Kacper Piorun (7) Jan-Krzysztof Duda (31)     | 245                       |
| 18                                                              | 2017 Mińsk          | 1. Maksim Matłakow 2. Baadur Dżobawa 3. Władimir Fiedosiejew         | Jan-Krzysztof Duda (7) Aleksander Miśta (61) Dariusz Świercz (104)   | 397                       |
| 19                                                              | 2018 Batumi         | 1. Ivan Šarić 2. Radosław Wojtaszek 3. Sanan Siugirow                | Radosław Wojtaszek (2) Grzegorz Gajewski (35) Kacper Piorun (55)     | 302                       |
| 20                                                              | 2019 Skopje         | 1. Władisław Artiemjew 2. Nils Grandelius 3. Kacper Piorun           | Kacper Piorun (3) Mateusz Bartel (22) Igor Janik (84)                | 361                       |
| Ze względu na pandemię COVID-19 zawody nie odbyły się w 2020 r. |                     |                                                                      |                                                                      |                           |
| 21                                                              | 2021 Reykjawik      | 1. Anton Demczenko 2. Vincent Keymer 3. Aleksiej Sarana              | Kacper Piorun (5) Grzegorz Gajewski (43) Mateusz Bartel (51)         | 180                       |
| 22                                                              | 2022 Brežice        | 1. Matthias Blübaum 2. Gabriel Sarksjan 3. Ivan Šarić                | Mateusz Bartel (28) Oskar Wieczorek (95) Paweł Teclaf (101)          | 317                       |
| 23                                                              | 2023 Vrnjačka Banja | 1. Aleksiej Sarana 2. Kiriłł Szewczenko 3. Daniel Dardha             | Igor Janik (12) Grzegorz Nasuta (20) Szymon Gumularz (22)            | 484                       |
| 24                                                              | 2024 Petrovac       | 1. Aleksandar Inđić 2. Daniel Dardha 3. Frederik Svane               | Kacper Piorun (10) Mateusz Bartel (11) Jakub Kosakowski (27)         | 388                       |

## Indywidualne mistrzostwa Europy kobiet w szachach
| Lp                                                              | Rok Miasto            | Medalistki                                                                             | Najlepsze Polki (miejsce)                                              | Liczba uczestników Wyniki |
| --------------------------------------------------------------- | --------------------- | -------------------------------------------------------------------------------------- | ---------------------------------------------------------------------- | ------------------------- |
| 1                                                               | 2000 Batumi           | 1. Natalija Żukowa 2. Jekatierina Kowalewska 3. Maia Cziburdanidze 4. Tatjana Stiepowa | Iweta Radziewicz (5–8)                                                 | 32                        |
| 2                                                               | 2001 Warszawa         | 1. Almira Skripczenko 2. Jekatierina Kowalewska 3. Ketevan Arachamia-Grant             | Joanna Dworakowska (16) Marta Zielińska (19) Iweta Radziewicz (27)     | 157 szachowavistula.pl    |
| 3                                                               | 2002 Warna            | 1. Antoaneta Stefanowa 2. Lilit Mykyrtczian 3. Alisa Gallamowa                         | Joanna Dworakowska (38) Beata Kądziołka (42) Jolanta Zawadzka (59)     | 114                       |
| 4                                                               | 2003 Stambuł          | 1. Pia Cramling 2. Viktorija Čmilytė 3. Tatjana Kosincewa                              | Monika Soćko (5) Iweta Radziewicz (9) Joanna Dworakowska (34)          | 115                       |
| 5                                                               | 2004 Drezno           | 1. Aleksandra Kostieniuk 2. Peng Zhaoqin 3. Antoaneta Stefanowa                        | Monika Soćko (10) Marta Zielińska (19) Joanna Dworakowska (25)         | 108                       |
| 6                                                               | 2005 Kiszyniów        | 1. Kateryna Łahno 2. Nadieżda Kosincewa 3. Jelena Dembo                                | Iweta Radziewicz (13) Monika Soćko (17) Marta Zielińska (19)           | 164                       |
| 7                                                               | 2006 Kuşadası         | 1. Ekaterina Atalık 2. Tea Bosboom-Łanczawa 3. Lilit Mykyrtczian                       | Marta Przeździecka (16) Jolanta Zawadzka (24) Joanna Dworakowska (30)  | 164                       |
| 8                                                               | 2007 Drezno           | 1. Tatjana Kosincewa 2. Antoaneta Stefanowa 3. Nadieżda Kosincewa                      | Iweta Rajlich (6) Monika Soćko (8) Jolanta Zawadzka (60)               | 150                       |
| 9                                                               | 2008 Płowdiw          | 1. Kateryna Łahno 2. Viktorija Čmilytė 3. Anna Uszenina                                | Monika Soćko (16) Iweta Rajlich (21) Jolanta Zawadzka (48)             | 159                       |
| 10                                                              | 2009 Petersburg       | 1. Tatjana Kosincewa 2. Lilit Mykyrtczian 3. Natalia Pogonina                          | Monika Soćko (5) Iweta Rajlich (9) Jolanta Zawadzka (15)               | 168                       |
| 11                                                              | 2010 Rijeka           | 1. Pia Cramling 2. Viktorija Čmilytė 3. Monika Soćko                                   | Monika Soćko (3) Iweta Rajlich (15) Jolanta Zawadzka (18)              | 158                       |
| 12                                                              | 2011 Tbilisi          | 1. Viktorija Čmilytė 2. Antoaneta Stefanowa 3. Elina Danielian                         | Jolanta Zawadzka (30) Karina Szczepkowska (50)                         | 130                       |
| 13                                                              | 2012 Gaziantep        | 1. Walentina Gunina 2. Tatjana Kosincewa 3. Anna Muzyczuk                              | Karina Szczepkowska (31) Joanna Dworakowska (36) Jolanta Zawadzka (39) | 103 de.chessbase.com      |
| 14                                                              | 2013 Belgrad          | 1. Hoàng Thanh Trang 2. Salome Melia 3. Lilit Mykyrtczian                              | Monika Soćko (7) Jolanta Zawadzka (43) Karina Szczepkowska (47)        | 169 de.chessbase.com      |
| 15                                                              | 2014 Płowdiw          | 1. Walentina Gunina 2. Tatjana Kosincewa 3. Salome Melia                               | Monika Soćko (11) Karina Szczepkowska (21) Jolanta Zawadzka (28)       | 169 en.chessbase.com      |
| 16                                                              | 2015 Czakwi           | 1. Natalija Żukowa 2. Nino Baciaszwili 3. Alina Kaszlinska                             | Monika Soćko (7) Jolanta Zawadzka (36) Oliwia Kiołbasa (54)            | 98                        |
| 17                                                              | 2016 Mamaja           | 1. Anna Uszenina 2. Sabrina Vega Gutiérrez 3. Antoaneta Stefanowa                      | Jolanta Zawadzka (8) Karina Szczepkowska (18) Monika Soćko (25)        | 112                       |
| 18                                                              | 2017 Ryga             | 1. Nana Dzagnidze 2. Aleksandra Goriaczkina 3. Alisa Gallamowa                         | Monika Soćko (6) Karina Szczepkowska (24) Jolanta Zawadzka (50)        | 144                       |
| 19                                                              | 2018 Wysokie Tatry    | 1. Walentina Gunina 2. Nana Dzagnidze 3. Anna Uszenina                                 | Klaudia Kulon (7) Karina Szczepkowska (13) Monika Soćko (32)           | 144                       |
| 20                                                              | 2019 Antalya          | 1. Alina Kaszlinska 2. Marie Sebag 3. Elisabeth Pähtz                                  | Jolanta Zawadzka (11) Monika Soćko (14) Joanna Majdan (45)             | 130                       |
| Ze względu na pandemię COVID-19 zawody nie odbyły się w 2020 r. |                       |                                                                                        |                                                                        |                           |
| 21                                                              | 2021 Jassy            | 1. Elina Danelian 2. Julija Osmak 3. Oliwia Kiołbasa                                   | Oliwia Kiołbasa (3) Jolanta Zawadzka (20) Monika Soćko (22)            | 117                       |
| 22                                                              | 2022 Praga            | 1. Monika Soćko 2. Günay Məmmədzadə 3. Ülviyyə Fətəliyeva                              | Monika Soćko (1) Aleksandra Malcewska (5) Oliwia Kiołbasa (26)         | 123                       |
| 23                                                              | 2023 Petrovac na Moru | 1. Meri Arabidze 2. Oliwia Kiołbasa 3. Aleksandra Malcewska                            | Oliwia Kiołbasa (2) Aleksandra Malcewska (3) Klaudia Kulon (6)         | 136                       |
| 24                                                              | 2024 Rodos            | 1. Ülviyyə Fətəliyeva 2. Natalija Buksa 3. Lela Dżawachiszwili                         | Alicja Śliwicka (10) Anna Kubicka (13) Klaudia Kulon (15)              | 182                       |